# Dmitri Kramarenko
Dmitri Kramarenko (ur. 12 września 1974 w Karagandzie) – azerski piłkarz występujący na pozycji bramkarza. W latach 1992–2005 w reprezentacji Azerbejdżanu wystąpił 33 razy.